# Andreas Clemens
Andreas Clemens magyaros névalakban Clemens András (Segesvár, 1742. február 26. – Botfalu, 1815. november 18.) evangélikus lelkész.

## Élete
Apja Johann Clemens segesvári aranyműves, anyja Katharina Barth, a holdvilági lelkész lánya voltak. 1760-tól a brassói gimnáziumban tanult, és 1769-től a tübingeni egyetemet látogatta. 1770-ben Christian Heinrich Hiller tübingeni jogászprofesszor végrendeletében alapítványt tett a városban tanuló erdélyi diákok megsegítésére; ebből Clemens kétszeres összeggel részesült. Hazájába visszatérvén, 1775-ben feleségül vette Schnell aranyműves lányát, Annát. 1781-ben Brassóban a német osztály tanítója lett; 1789-ben városi prédikátornak választották. 1795. június 21. Botfaluba ment lelkésznek.

## Munkái
- Walachische Sprachlehre für Deutsche. Ofen, 1821. (2. jav. kiadás, Nagy-Szeben, 1836.)
- Kleines walachisch-deutsch und deutsch-walachisches Wörterbuch. Ofen, 1823. (2. jav. kiadás, N.-Szeben, 1837.) Mind a két munkát veje, Geoerg Aescht brassói lelkész adta ki halála után.

Kéziratban maradt: Román-német–magyar-latin nagy szótára.